# Dick Harter
Richard Alvin Harter, detto Dick (Pottstown, 14 ottobre 1930 – Hilton Head, 12 marzo 2012), è stato un allenatore di pallacanestro statunitense, professionista nella NBA.

## Carriera
Ha guidato gli Charlotte Hornets per i primi due anni dalla loro fondazione, dal 1988 al 1990.